# Роберт Гаррет
Роберт С. Гарретт (24 травня 1875 — 25 квітня 1961) — американський спортсмен, інвестиційний банкір і філантроп у Балтиморі, Меріленд і фінансист кількох важливих археологічних розкопок. Гарретт був першим сучасним олімпійським чемпіоном у метанні диска, а також у штовханні ядра.